# Norodom Sihanouk

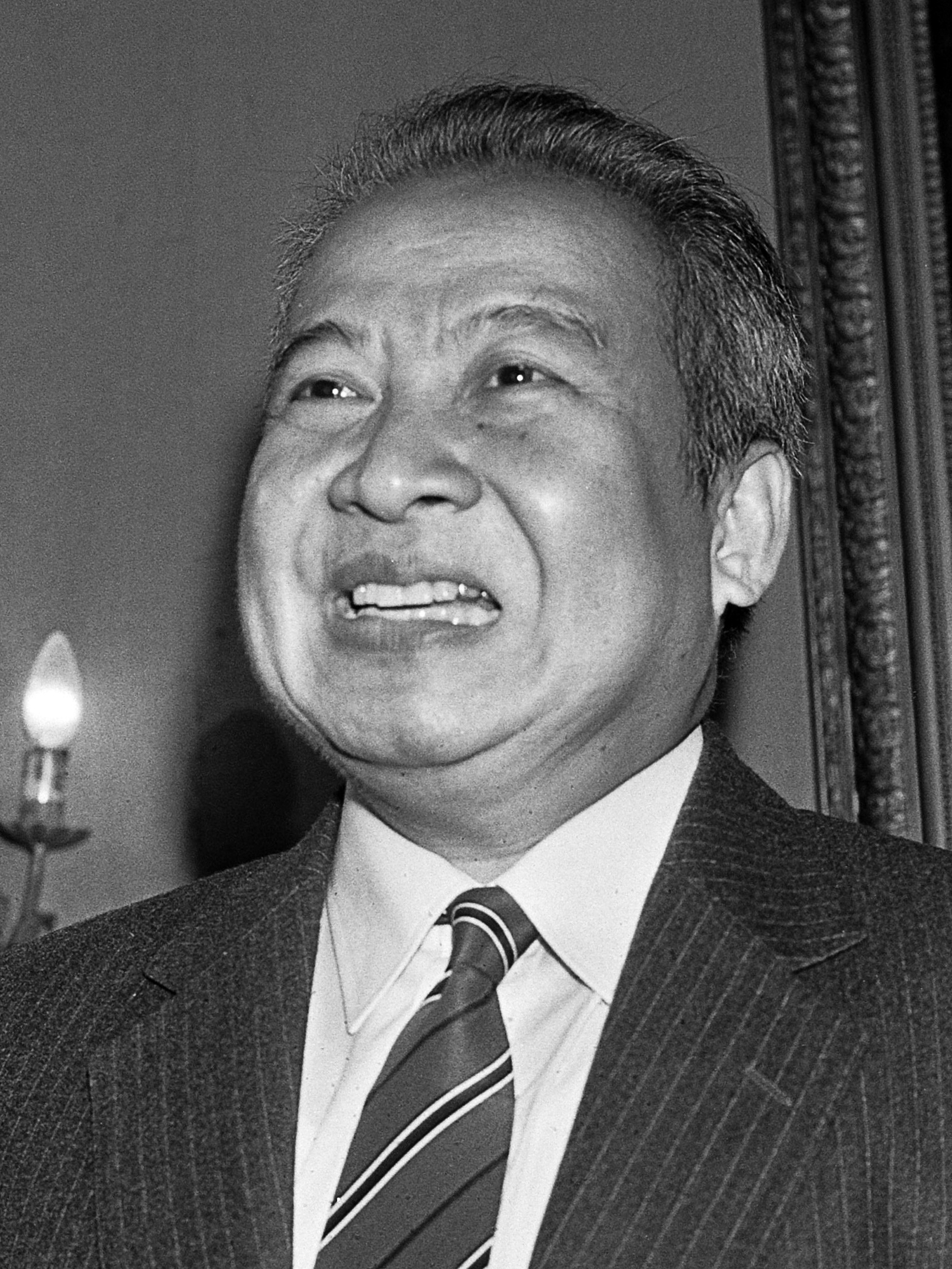
Norodom Sihanouk (1983)

Preah Bat Samdech Preah Norodom Sihanouk Varman (Khmer: ព្រះករុណា ព្រះបាទសម្ដេចព្រះ នរោត្ដម សីហនុ រាជហរិវង្ស ឧភតោសុជាតិ វិសុទ្ធពង្ស អគ្គមហាបុរសរតន៍ និករោត្ដម ធម្មិកមហារាជាធិរាជ បរមនាថ បរមបពិត្រ ព្រះចៅក្រុងកម្ពុជាធិបតី, kurz នរោត្ដម សីហនុ, * 31. Oktober 1922 in Phnom Penh; † 15. Oktober 2012 in Peking) war von 1941 bis 1955 und von 1993 bis 2004 König von Kambodscha. Dazwischen betätigte er sich als Politiker, gründete 1955 die bis 1970 herrschende Partei Sangkum Reastr Niyum („Sozialistische Volksgemeinschaft“), war von 1958 bis 1960 Ministerpräsident, anschließend bis 1970 Staatsoberhaupt. Kambodscha war in dieser Zeit Mitglied der Bewegung der Blockfreien Staaten.
Nach seinem Sturz durch den pro-amerikanischen General Lon Nol führte er eine Exilregierung (GRUNK) und die Widerstandsorganisation FUNK. Die Roten Khmer setzten ihn von 1975 bis 1976 als nominelles Staatsoberhaupt des „Demokratischen Kampuchea“ ein, stellten ihn dann aber unter Hausarrest. Während der vietnamesischen Besetzung ab 1979 erneut im Exil, gründete Sihanouk 1981 die FUNCINPEC und war von 1982 bis 1987 Präsident der „Koalitionsregierung des Demokratischen Kampuchea“. In der Übergangszeit zwischen den Pariser Friedensabkommen von 1991 bis zu den Wahlen und der Wiedererrichtung der Monarchie 1993 war er Vorsitzender des Obersten Nationalrats.

## Leben

### Junger König unter französischem Protektorat

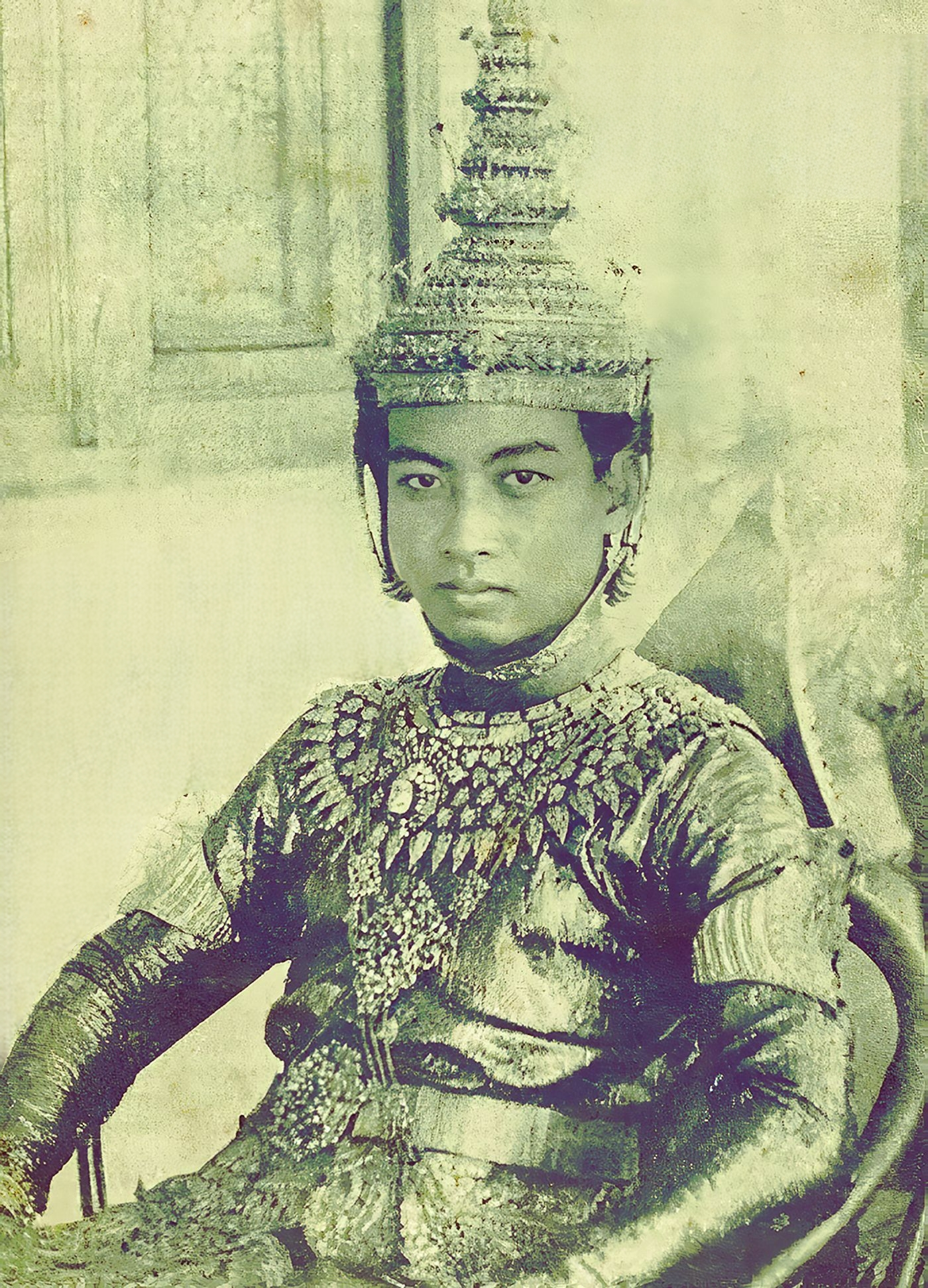
Sihanouks Krönung 1941

Sihanouk wurde als Sohn von König Norodom Suramarit und seiner Frau Sisowath Kossamak in Phnom Penh geboren. Prinz Sihanouk wurde auf französischen Schulen in Saigon (heute Ho-Chi-Minh-Stadt) und Paris erzogen. 1941 wurde er im Alter von 18 Jahren auf Betreiben der französischen Kolonialverwaltung unter dem Vichy-Regime zum König ausgerufen. Die Franzosen hofften, Sihanouk als gefügigen Vollzugsgehilfen ihrer Kolonialinteressen instrumentalisieren zu können. Nachdem die Japaner Indochina besetzt hatten, rief Sihanouk die Unabhängigkeit Kambodschas aus.
Nach der Niederlage Japans und der Rückkehr der französischen Kolonialmacht verstand er es, sich wieder mit Frankreich zu arrangieren. Gleichzeitig entwickelte er Ambitionen, Kambodscha in eine echte Unabhängigkeit zu führen. 1952 entließ Sihanouk die Regierung, setzte die Verfassung außer Kraft und ernannte sich zum Regierungschef. 1953 erklärte Sihanouk das Kriegsrecht, löste das gewählte Parlament auf und proklamierte – die Niederlage Frankreichs bei Dien Bien Phu 1954 vorausahnend – einseitig die politische Unabhängigkeit Kambodschas.

### Führer der Sangkum

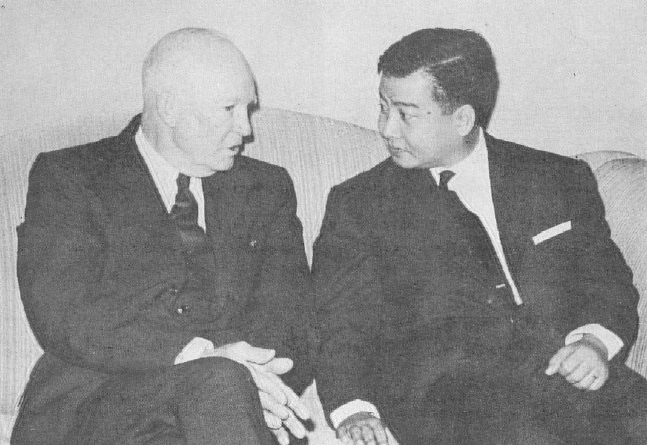
Sihanouk mit US-Präsident Eisenhower (1959)

Nach der Unabhängigkeit war Kambodscha das einzige Land Indochinas, das die geplanten Wahlen auch durchführte, die von der monarchiekritischen Demokratischen Partei gewonnen wurden.
1955 dankte Sihanouk zugunsten seines Vaters Norodom Suramarit als König ab und gründete mit der „Sozialistischen Volksgemeinschaft“ (Sangkum Reastr Niyum) eine Partei, mit der er die Wahlen gewann. Sie erhielt offiziell 83 % der Stimmen. Da Norodom Sihanouk von der einfachen Bevölkerung als direkter Nachkomme der Gottkönige von Angkor verehrt wurde, war der Sieg der Sangkum so gut wie sicher. Sihanouk regierte von 1955 bis 1970 praktisch als Alleinherrscher und war nach dem Tode seines Vaters 1960 auch wieder Staatsoberhaupt, ohne jedoch den Königstitel wieder anzunehmen. Stattdessen war seine Mutter Sisowath Kossamak ab 1960 das zeremonielle Oberhaupt der Monarchie. Innenpolitisch leitete Sihanouk unter dem Schlagwort eines „Buddhistischen Sozialismus“ eine Verstaatlichungspolitik ein, außenpolitisch erklärte er die Neutralität Kambodschas.
Während Sihanouk von der Landbevölkerung als Gottkönig verehrt wurde, regte sich in Teilen der Studentenschaft und unter der städtischen Mittelschicht Opposition gegen Sihanouks Politik und Regierungsstil. In diese Zeit fiel die Formierung rechter (Khmer Serai) und linker (Rote Khmer) politischer Organisationen. Als Reaktion auf die Bombardierung kambodschanischer Dörfer nahe der Grenze zu Südvietnam durch die US-Luftstreitkräfte im Frühjahr 1965 brach Sihanouk die diplomatischen Beziehungen zu den USA ab. Obwohl er sich offiziell weiterhin zur Neutralität Kambodschas bekannte, lehnte er sich in der Folgezeit außenpolitisch verstärkt an die Volksrepublik China und den sowjetisch geführten Ostblock an. Er duldete eine heimliche Nachschubroute der Vietnamesischen Volksarmee vom Hafen Sihanoukville über kambodschanisches Gebiet zum Vietcong in Südvietnam, die die Amerikaner “Sihanouk Trail” (analog zum durch Laos verlaufenden Ho-Chi-Minh-Pfad) nannten. Dennoch empfing Sihanouk im November 1967 Jacqueline Kennedy, Witwe des ermordeten US-Präsidenten John F. Kennedy, in Angkor Wat. Damit begann dem auf Südostasien spezialisierten Historiker Milton Osborne zufolge eine Wiederherstellung der kambodschanisch-amerikanischen Beziehungen. Ab März 1969 bombardierte jedoch die US Air Force unter dem neuen Präsidenten Richard Nixon kambodschanisches Territorium, um den fortgesetzten Nachschub für den Vietcong durch Kambodscha zu unterbinden (Operation MENU).

### Bürgerkrieg und Herrschaft der Roten Khmer
1970 kam es zum Konflikt zwischen Sihanouk und seinem seit 1969 amtierenden Ministerpräsidenten und Armee-Oberbefehlshaber, General Lon Nol. Während Sihanouk sich auf Auslandsreise in Paris aufhielt, forderte Lon Nol ein schärferes Vorgehen gegen vietnamesische Truppen auf kambodschanischem Boden. Sihanouk drohte mit der Verhaftung der Regierung, blieb aber im Ausland. Daraufhin unternahm Lon Nol im März 1970 einen Putsch, erklärte Sihanouk für abgesetzt und rief die Republik Khmer aus.

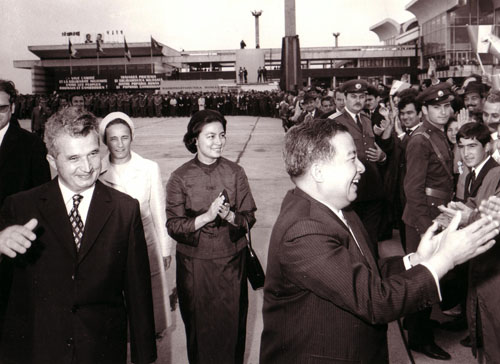
Norodom Sihanouk 1972 beim Besuch in Rumänien mit Nicolae Ceaușescu

Sihanouk ging nach Peking ins Exil, wo er eine Koalition von Widerstandsgruppen arrangierte, die Front uni national du Kampuchéa (FUNK), die im Kambodschanischen Bürgerkrieg von 1970 bis 1975 gegen das pro-amerikanische Regime Lon Nols kämpfte. Die FUNK enthielt auch die kommunistische Guerilla der Roten Khmer, die zuvor gegen Sihanouks Sangkum-Regierung gekämpft hatten, sich nun aber mit ihm gegen den gemeinsamen Feind verbündeten. Zudem führte Sihanouk eine Exilregierung mit Sitz in Peking, das Gouvernement royal d'union nationale du Kampuchéa (GRUNK), das von der Volksrepublik China und den Ostblockstaaten unterstützt wurde.
In den von Lon Nols Herrschaft „befreiten Zonen“ Kambodschas übernahmen jedoch die zunehmend fanatischen Roten Khmer die Kontrolle. Diese verfolgten nicht nur vermeintliche „Rechte“, sondern auch angebliche Verräter in den eigenen Reihen brutal. Ab Mitte 1971 schalteten sie die Sihanouk-treuen Kräfte innerhalb der Widerstandsbewegung aus. Dennoch stand Sihanouk öffentlich zu dem Bündnis mit den Roten Khmer und repräsentierte die FUNK/GRUNK auf dem internationalen Parkett. Er verteidigte die Roten Khmer gegen Vorwürfe von Menschenrechtsverletzungen und Verbrechen. So behauptete er beispielsweise gegenüber Newsweek, dass Khieu Samphan ein Sozialist mit derselben Grundideologie wie der schwedische Ministerpräsident Olof Palme sei, und lobte die Arbeit der Roten Khmer in Kambodscha als „fantastisch“. Nur einmal in dieser Zeit reiste Sihanouk im September 1973 selbst in die „befreiten Zonen“ Kambodschas, wo er sich in der Uniform der Roten Khmer mit kariertem Halstuch (Krama) neben den Kommunistenführern Khieu Samphan und Ieng Sary fotografieren ließ.
Nachdem die Roten Khmer am 17. April 1975 die Hauptstadt Phnom Penh eingenommen hatten, bestätigten sie Sihanouk pro forma als Staatsoberhaupt. Er war jedoch ebenso machtlos wie sein Ministerpräsident Penn Nouth, da die tatsächliche Kontrolle von der Angka padevat („revolutionären Organisation“), d. h. dem Führungszirkel der Roten Khmer um Pol Pot, ausgeübt wurde. Sihanouk reiste im September 1975 kurz nach Phnom Penh, um seine verstorbene Mutter zu bestatten, bevor er am Silvestertag des Jahres 1975 dauerhaft nach Kambodscha zurückkehrte. Fünf Tage später setzte er die von den Kommunisten ausgearbeitete neue Verfassung des „Demokratischen Kampuchea“ in Kraft. Im März 1976 trat er – offiziell aus gesundheitlichen Gründen – als Staatsoberhaupt zurück, ihm folgte Khieu Samphan als Vorsitzender des Staatspräsidiums nach. In den drei Jahren bis zum Ende der Herrschaft der Roten Khmer Anfang 1979 stand Sihanouk unter Hausarrest, wurde stetig überwacht und von der Außenwelt abgeschirmt. Er lebte im Königspalast wie in einem „goldenen Käfig“. Während sie das Leben des Prinzen selbst verschonten, töteten die Roten Khmer mehrere seiner Familienangehörigen, darunter fünf Kinder und mindestens 15 Enkel.
Peter Fröberg Idling führt eine Äußerung Sihanouks aus einem Interview an, worin dieser gesagt haben soll, dass er während seiner Zeit an der Macht insgesamt 1500 Kommunisten ermorden ließ.

### Exil
Nach der Besetzung Kambodschas durch Truppen Vietnams im Januar 1979 ging Sihanouk wieder ins Exil nach China, zeitweilig lebte er auch in der nordkoreanischen Hauptstadt Pjöngjang. Am 11. Januar 1979 hielt Norodom Sihanouk als Vertreter des „Demokratischen Kampuchea“ eine Rede vor dem Sicherheitsrat der Vereinten Nationen in New York. Der Prinz sprach von einem “Rommel-style Blitzkrieg” gegen sein Land. Er beklagte die Besetzung durch vietnamesischen Truppen, deren sofortigen Abzug er forderte, und bezeichnete die pro-vietnamesische Regierung der neu gegründeten Volksrepublik Kampuchea als Marionettenregime. Der Sihanouk-treue Marinekapitän Kong Sileah gründete im August 1979 die Guerillaorganisation MOULINAKA, die Widerstand gegen die vietnamesische Besatzung leistete.

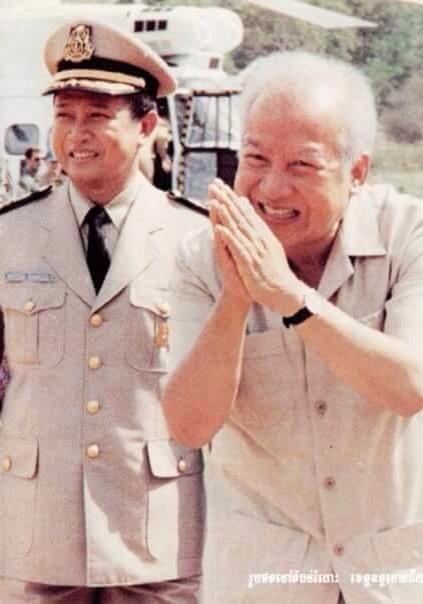
Sihanouk und sein Sohn Norodom Ranariddh als Anführer der Armée Nationale Sihanoukiste (1980er-Jahre)

Im Exil gründete Sihanouk 1981 mit der Front Uni National pour un Cambodge Indépendant, Neutre, Pacifique, et Coopératif (FUNCINPEC; „Vereinigte nationale Front für ein unabhängiges, neutrales, friedliches und kooperatives Kambodscha“) eine neue Partei. Als deren bewaffneter Arm bildete sich die Armée Nationale Sihanoukiste (ANS), die von Lagern an der kambodschanisch-thailändischen Grenze aus operierte.
Auf Drängen Thailands und Chinas schlossen sich die drei Hauptgruppen des anti-vietnamesischen Widerstands, Sihanouks FUNCINPEC, die „Partei des Demokratischen Kampuchea“ der Roten Khmer und die antikommunistische Nationale Befreiungsfront des Khmer-Volkes (KPNLF) von Son Sann – trotz ihrer ideologischen Unterschiede – 1982 zur Koalitionsregierung des Demokratischen Kampuchea (CGDK) zusammen. Obwohl die Roten Khmer die stärkste der drei Gruppen waren, fungierte Sihanouk als deren Präsident. Die ASEAN-Staaten, die Volksrepublik China und die westlichen Staaten unter Führung der USA erkannten die CGDK als legitime Vertretung Kambodschas an und sie verfügte über den Sitz des Landes bei den Vereinten Nationen.
Während des Friedensprozesses nach dem Abzug der vietnamesischen Truppen aus Kambodscha wurde Sihanouk im Juli 1991 zum Vorsitzenden des „Obersten Nationalrats“ gewählt. Dieser übte in der Übergangszeit bis zu den Wahlen 1993 die internationale Vertretung Kambodschas aus. In dieser Funktion unterzeichnete Sihanouk am 23. Oktober 1991 die Pariser Friedensabkommen für Kambodscha. Im November 1991 kehrte er nach Phnom Penh zurück, wo er feierlich begrüßt wurde.

### Rückkehr auf den Thron
Nach den unter UN-Aufsicht durchgeführten Wahlen wurde Prinz Sihanouk am 24. September 1993 wieder zum König und Staatsoberhaupt Kambodschas ernannt, das seitdem die Staatsform einer konstitutionellen Monarchie hat.
Auf Drängen des Ministerpräsidenten Hun Sen, der von 1975 bis 1977 Kommandeur der Roten Khmer in Ost-Kambodscha war, dann aber ihr erbittertster Gegner, begnadigte Sihanouk als König 1996 den ehemaligen Außenminister der Roten Khmer Ieng Sary. Sary gilt als einer der Hauptverantwortlichen des Genozids in Kambodscha unter Pol Pot. Sihanouk erreichte durch seine Verbindungen zu den Roten Khmer aber auch, dass ein erheblicher Teil von ihnen die Waffen streckte.
Anfang 2004 sah der damals 81-jährige Monarch einen Bericht über gleichgeschlechtliche Hochzeiten in San Francisco. Daraufhin soll der König eine handgeschriebene Nachricht auf seiner im Lande populären Webseite veröffentlicht haben, des Inhalts, dass Kambodscha als „liberale Demokratie“ so etwas auch erlauben solle; er respektiere Schwule und Lesben und sie seien, wie sie sind, da Gott „eine breite Palette von Geschmäckern“ liebe.

### Lebensende
Am 7. Oktober 2004 kündigte der 81-jährige Monarch in einem Brief aus Peking, wo er sich in ärztlicher Behandlung befand, seine Abdankung aus gesundheitlichen Gründen an. Er hatte bereits zwei Schlaganfälle erlitten und litt an Diabetes, Bluthochdruck und Darmkrebs. Der Thronrat Kambodschas wählte darauf Prinz Norodom Sihamoni, einen Sohn Sihanouks, am 14. Oktober zum neuen König des Landes. Die Inthronisierung erfolgte am 29. Oktober 2004. In der Folge wurde Sihanouk in der westlichen Presse als König-Vater (vgl. Königin-Mutter) bezeichnet. Er behielt neben seinem königlichen Titel faktisch auch viele Vorrechte eines konstitutionellen Monarchen. So gilt die Abdankung als letzter großer politischer Schachzug Sihanouks, denn Premierminister Hun Sen hatte immer wieder gedroht, die Monarchie abzuschaffen, was möglich gewesen wäre, wenn nach dem Tode Sihanouks kein Nachfolger gefunden worden wäre.
Sihanouk starb am 15. Oktober 2012 im Alter von 89 Jahren in Peking und wurde am 4. Februar 2013 in Phnom Penh nach buddhistischem Ritus eingeäschert. Sihanouk war sechsmal verheiratet und hatte mindestens 14 Kinder.

## Familienleben

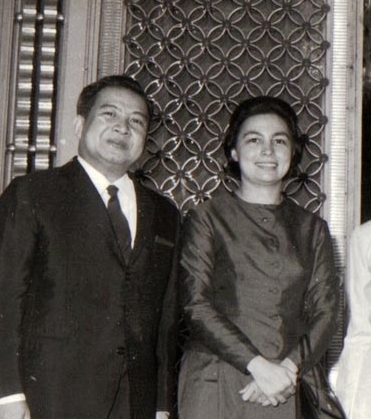
Sihanouk mit seiner langjährigen Frau Monineath (1974)

Am 4. März 1955 heiratete Sihanouk Norodom Thavet Norleak, eine Cousine mütterlicherseits, als seine offizielle Ehefrau. Einen Tag später heiratete er in zweiter Ehe Paule Monique Izzi, die Tochter von Pomme Peang, einer Kambodschanerin, und Jean-François Izzi, einem französischen Bankier italienischer Abstammung. Monique wurde Sihanouks Lebensgefährtin und in den 1990er Jahren änderte sie ihren Namen in Monineath. Vor seiner Hochzeit hatte Sihanouk noch weitere vier Frauen. Nur die Ehe mit Monineath endete nicht in einer Scheidung. Insgesamt hatte er 13 Kinder, von denen eins in jungen Jahren verstarb und fünf weitere unter der Herrschaft der Roten Khmer verschwanden. Sein Sohn Norodom Sihamoni wurde nach seiner Abdankung im Oktober 2004 neuer König von Kambodscha.

## Künstlerische Betätigung
Sihanouk betätigte sich als Choreograph des königlichen Balletts und als Filmregisseur, bemühte sich um die Wiedergeburt der klassischen kambodschanischen Kunst und verfasste Theaterstücke. Zudem schrieb er Leitartikel für die eigene Regierungspresse und bezeichnete sich selbst ironisch als Korrespondent der satirischen Pariser Zeitung Le Canard enchaîné.
Nach der Veröffentlichung von 2 Singles Melodie des Südens im Jahr 1964 (Amiga 4 50 451 und 4 50 455) in der DDR erschien 1968 die LP Palmen am Meer – Tanzmusik aus Kambodscha (Amiga 8 50 132). Diese Schallplatten enthalten ausnahmslos Kompositionen, die aus der Feder Sihanouks stammen sollen und vom Rundfunk-Tanzorchester Leipzig unter der Leitung von Walter Eichenberg eingespielt wurden. In den fast gleichlautenden Texten auf den Rückseiten der Tonträger heißt es: „Sein Wirken als Komponist unterhaltender Musik, vorzüglicher Pianist, Saxoponist und Dirigent ist ebenso international bekannt wie sein Schaffen als Schriftsteller, Drehbuchautor, Schauspieler und Filmregisseur.“

## Werke
- La monarchie cambodgienne et la croisade royale pour l’indépendance. Ministère de l’éducation nationale: Phnom-Penh 1954.
- mit Wilfred Burchett: My War with the CIA. The Memoirs of Prince Norodom Sihanouk. Pantheon Books: New York 1973. ISBN 0-394-48543-2. (deutsche Ausgabe: Mein Krieg mit dem CIA. Kambodschas Kampf um die nationale Unabhängigkeit. Oberbaumverlag, Berlin 1974, ISBN 978-3-87628-085-1.)
- mit Jean Lacouture: Indochina von Peking aus gesehen. Gespräche mit Jean Lacouture in Peking. Deutsche Verlags-Anstalt: Stuttgart 1972. ISBN 3-421-01630-5.
- Kambodscha. Chronik des Krieges und der Hoffnung. Ullstein: Frankfurt/M., Berlin, Wien 1980. ISBN 3-548-34511-5.
- Souvenirs doux et amers. Hachette; Paris 1981. ISBN 2-01-007656-7.
- mit Simonne Lacouture: Prisonnier des Khmers Rouges. Hachette: Paris 1986. ISBN 2-01-012184-8.
- mit Bernard Krisher: Sihanouk Reminisces: World Leaders I Have Known. Editions Duang Kamol: Bangkok 1990. ISBN 974-210-524-3.
- Shadow Over Angkor: Memoirs of His Majesty King Norodom Sihanouk of Cambodia. Monument Books: Phnom Penh 2005. ISBN 974-92648-6-8.

## Ehrungen (Auswahl)
Die kommunistische Partei Chinas ernannte ihn zum Alten Freund des chinesischen Volkes.